# Paraguayská kuchyně

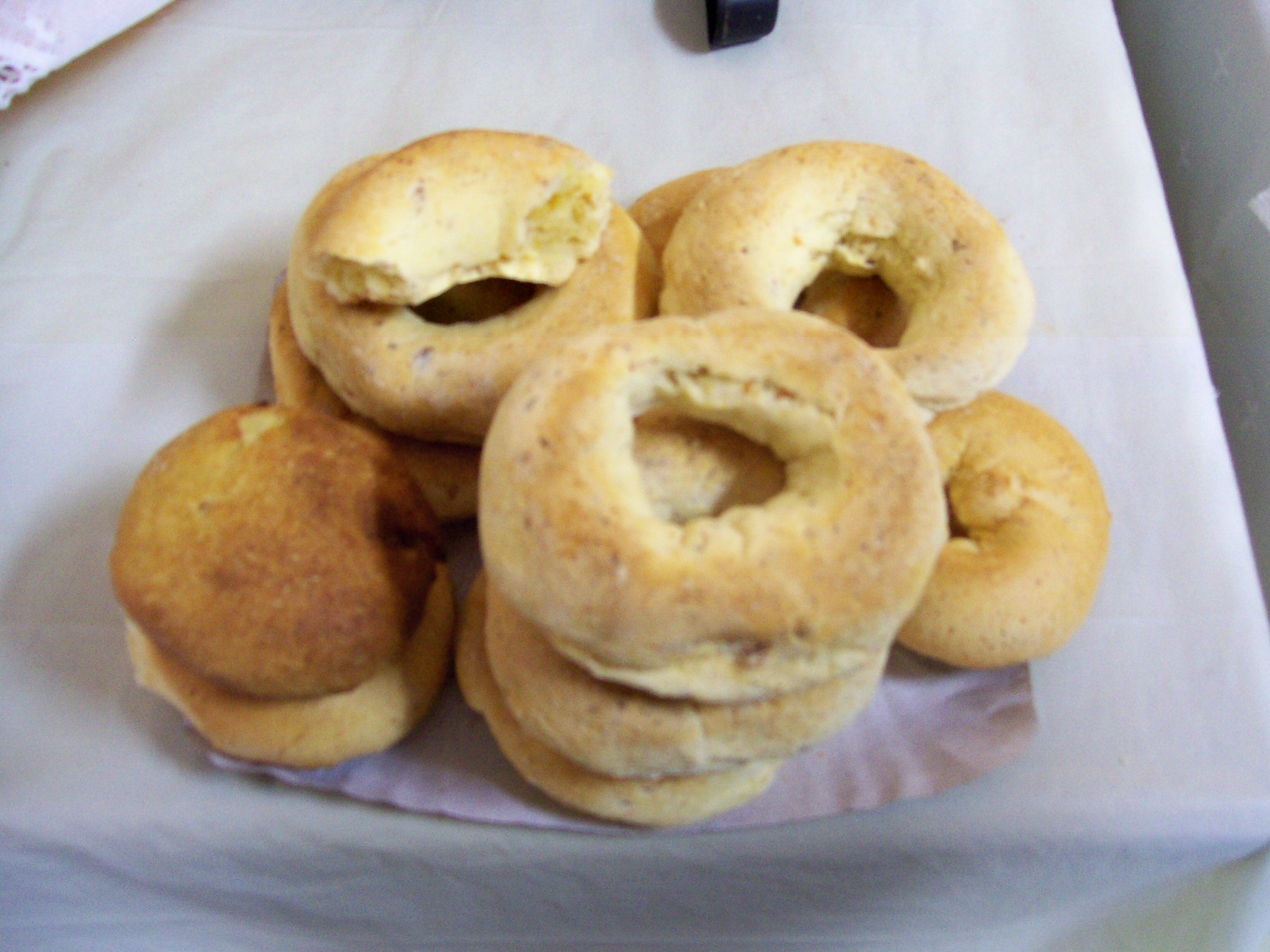
Chipa

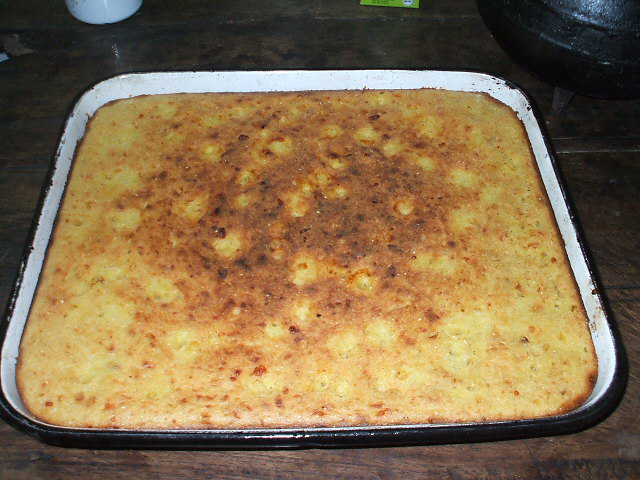
Sopa Paraguaya

Milanesa

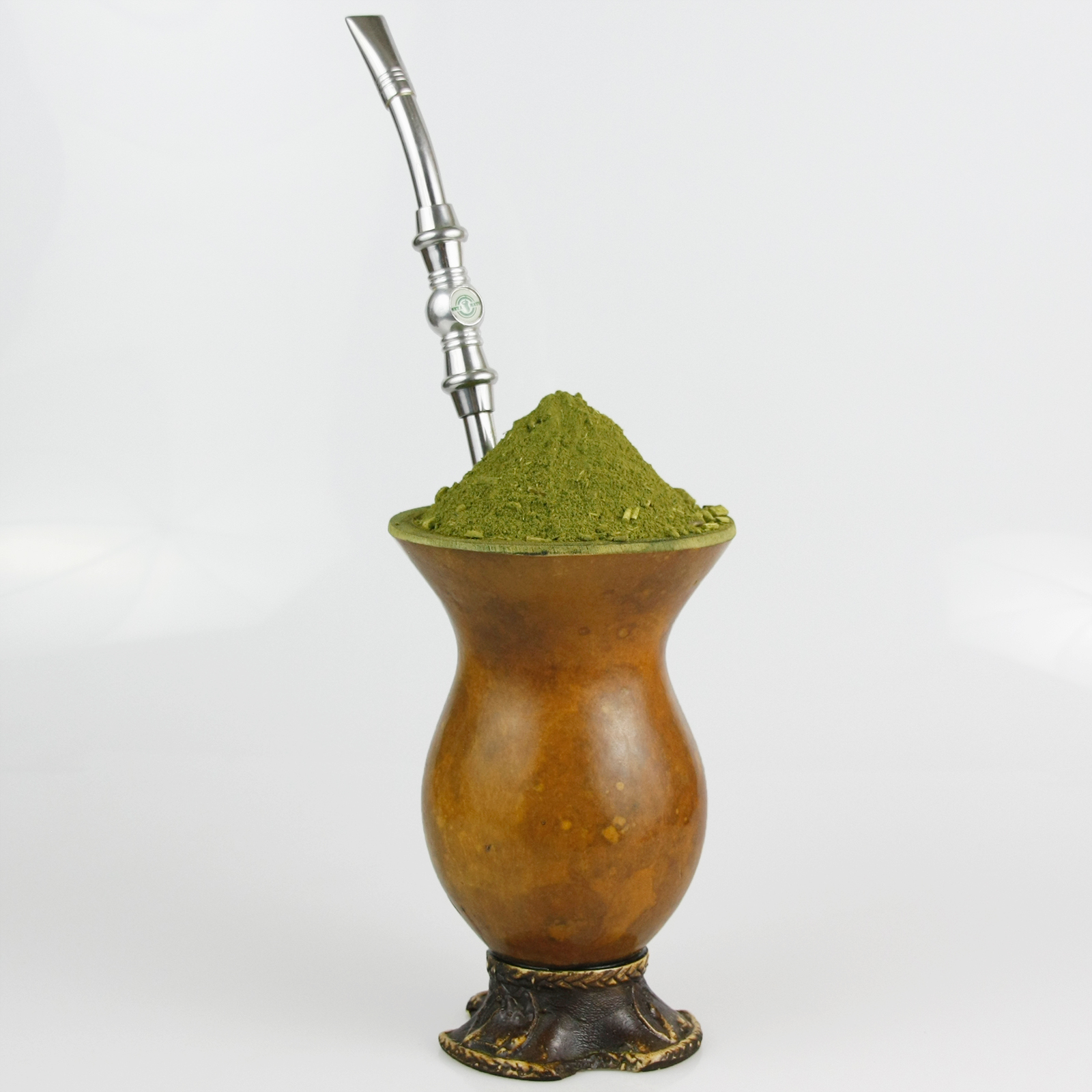
Maté

Paraguayská kuchyně (španělsky: Gastronomía de Paraguay, guaransky: Tembi'u Paraguái) vychází z tradiční kuchyně indiánského kmene Guaraníů a španělské kuchyně. Mezi základní suroviny paraguayské kuchyně patří maso, zelenina, maniok, kukuřice, ovoce, mléčné výrobky a ryby. Maso je často grilováno.

## Příklady paraguayských pokrmů
Příklady paraguayských pokrmů:
- Chipa, pečivo se sýrem, vyráběné obvykle z maniokové mouky. Existuje přes 70 variant tohoto pokrmu.
- Sopa paraguaya, pokrm z kukuřice, sýra, sádla, mléka a cibule. Název v doslovném překladu znamená paraguayská polévka, a to i přesto, že se o polévko nejedná. Podobným pokrmem je také chipa guazú.
- Soyo, kořeněná polévka z masa a zeleniny
- Mbeju, pečivo z maniokového škrobu
- Milanesa, smažený plátek masa podobný řízku
- Akangue yvyguy, pomalu vařená kraví hlava[2]
- Payagua mascada, hovězí masové koule obalené ve strouhance a smažené[3]
- Dulce de leche, sladká pomazánka z mléka a karamelu

## Příklady paraguayských nápojů
Příklady paraguayských nápojů:
- Nejtypičtějším paraguayským nápojem je maté, povzbuzující nápoj z lístků cesmíny paraguayské. Populární je také tereré, studená verze maté.
- Cocido, slazené maté, někdy podávané s mlékem.
- Caña, alkoholický nápoj z cukrové třtiny
- Mosto, šťáva z cukrové třtiny